# Pure Comedy
Pure Comedy è il terzo album in studio del musicista folk statunitense Josh Tillman pubblicato con lo pseudonimo Father John Misty. Il disco è uscito nell'aprile 2017.

## Tracce
Testi e musiche di Josh Tillman.
1. Pure Comedy – 6:23
2. Total Entertainment Forever – 2:53
3. Things It Would Have Been Helpful to Know Before the Revolution – 4:18
4. Ballad of the Dying Man – 4:50
5. Birdie – 5:19
6. Leaving LA – 13:11
7. A Bigger Paper Bag – 4:41
8. When the God of Love Returns There'll Be Hell to Pay – 4:04
9. Smoochie – 3:45
10. Two Wildly Different Perspectives – 3:12
11. The Memo – 5:16
12. So I'm Growing Old on Magic Mountain – 9:58
13. In Twenty Years or So – 6:27